# Raionul Rojneativ, Ivano-Frankivsk
Rojneativ (în ucraineană Рожнятівський район, transliterat: Rojneativskîi raion) este un raion în regiunea Ivano-Frankivsk, Ucraina. Reședința sa este așezarea de tip urban Rojneativ.

## Demografie
Componența lingvistică a raionului Rojneativ
     Ucraineană (99,61%)
     Alte limbi (0,37%)
Conform recensământului din 2001, majoritatea populației raionului Rojneativ era vorbitoare de ucraineană (99,61%), existând în minoritate și vorbitori de alte limbi.